# Mikel Buesa
Mikel Buesa Blanco (Guernica y Luno, Vizcaya, 23 de enero de 1951) es un político español, catedrático de Economía de la Universidad Complutense de Madrid hasta septiembre de 2007, presidente del Foro Ermua y, desde esa misma fecha y hasta julio de 2009, miembro promotor del partido político Unión Progreso y Democracia. Es hermano de Fernando Buesa, dirigente del PSE-EE asesinado por ETA en febrero de 2000, y de Jon Buesa, exdirector de aguas del Gobierno Vasco y militante del Partido Nacionalista Vasco.
En 2003 le fue otorgada la Orden del Mérito Constitucional por sus actividades al servicio de la Constitución y de los valores y principios en ella establecidos. 
Ha sido colaborador de diversos medios de comunicación, como Cuadernos para el Diálogo, Asturias–Diario Regional, La Voz de Galicia, El Sol, El Correo y El Diario Vasco. Actualmente publica con regularidad en ABC y la revista Papeles de Ermua, además de ser contertulio habitual de la tertulia económica en el programa La Linterna de la Cadena COPE.

## Actividad profesional
Nacido en Guernica el 23 de enero de 1951, vivió en Vitoria hasta los 15 años, cuando debido a motivos de trabajo de su padre se trasladó a Madrid, para cursar el bachillerato en el Colegio del Pilar compartiendo curso con Alfredo Pérez Rubalcaba, Jaime Lissavetzky y Luis Antonio de Villena.
Licenciado y Doctor en Ciencias Económicas y Empresariales por la Universidad Complutense de Madrid, es catedrático de Economía Aplicada en el Departamento de Economía Aplicada II de la Universidad Complutense de Madrid, donde desde 2006 dirige la Cátedra de Economía del Terrorismo, promovida por la UCM y la Fundación Víctimas del Terrorismo. Entre otras responsabilidades, ha sido vicedecano de la Facultad de Económicas entre 1986 y 1991, y entre 1996 y 2004 director del Instituto de Análisis Industrial y Financiero en la Universidad Complutense de Madrid. Entre sus trabajos destaca el ensayo "Economía de la secesión: Los costes de la 'No-España' en el País Vasco", un análisis de las implicaciones económicas de una hipotética independencia del País Vasco. Buesa también ha analizado la repercusión para la economía de Cataluña de la independencia catalana, que estima en una caída de un 25 % del PIB catalán.
Académicamente, se centran en la docencia e investigación sobre la economía española, en especial en las áreas referidas a la economía y la política industrial y a la innovación y cambio tecnológico. Del mismo modo trabaja en el estudio del terrorismo. En el campo docente, además de en la Universidad Complutense, ha colaborado durante los últimos años en diversos cursos de doctorado y postgrado de la Universidad Carlos III, la Universidad de Deusto, la Sociedad de Estudios Vascos, la Fundación Ortega y Gasset y la Fundación Carolina, y en los cursos de verano de las Universidades Complutense, de Cádiz, Cantabria, Jaén, Internacional Menéndez Pelayo, Rey Juan Carlos y Carlos III. 
Socio fundador de la Revista de Economía Aplicada, es miembro del Consejo de Redacción de Información Comercial Española, aparte de formar parte del Consejo Asesor de la Revista Madri+d y de Dirección y Organización. También ha pertenecido a los Consejos de Estudios sobre Consumo y Economía y Sociedad, Revista de Estudios Regionales. Regularmente desempeña tareas de evaluación en las principales revistas españolas de economía.

## Actividad social y política

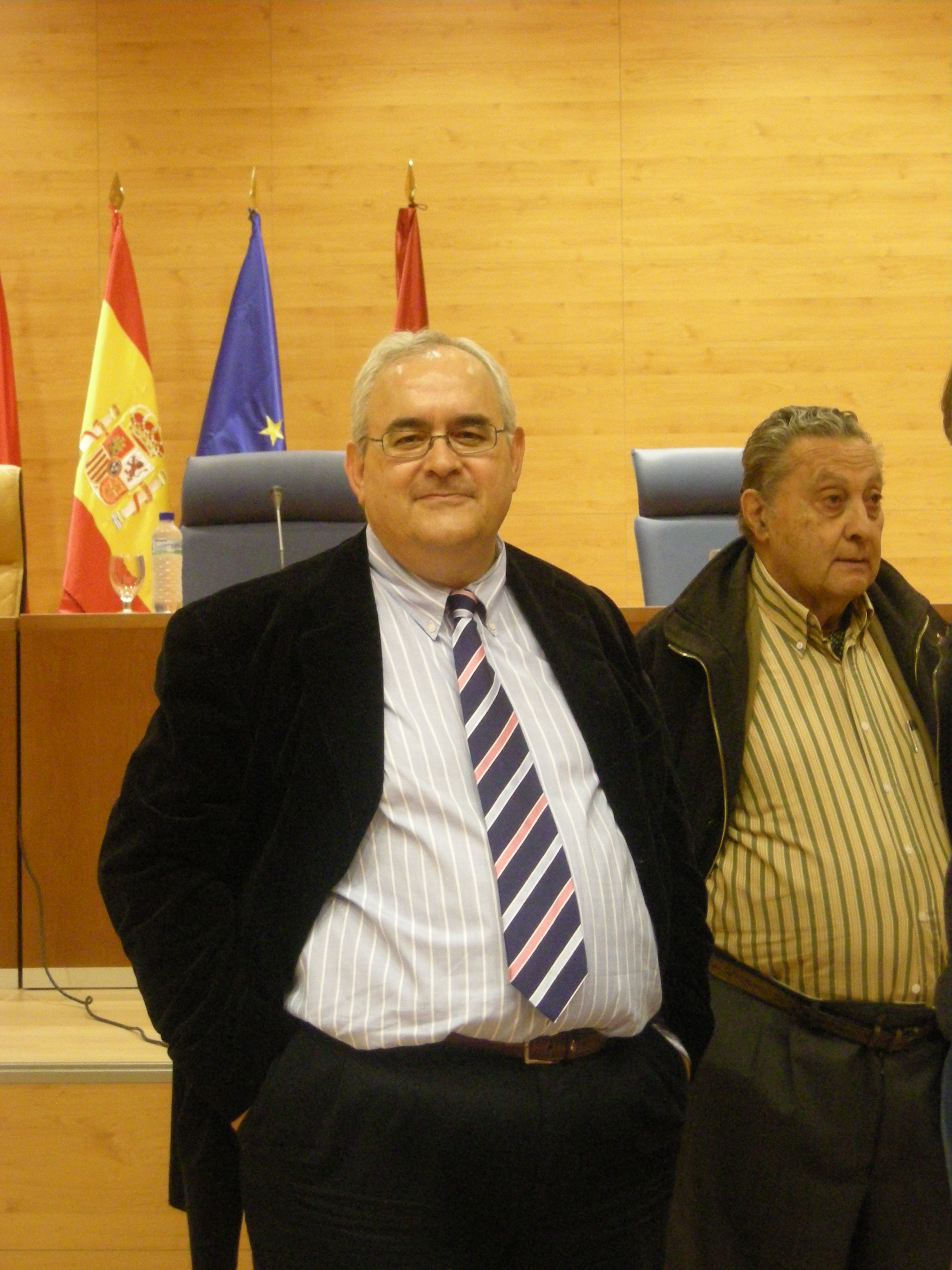
Mikel Buesa en 2008.

Mikel Buesa es patrono de la Fundación para la Libertad. Entre junio de 2005 y septiembre de 2007 presidió, con una activa participación, la asociación cívica Foro Ermua, entidades ambas cuyo fin es promover el trabajo intelectual y político destinado al combate contra el terrorismo en el País Vasco. En las elecciones municipales de 2007, formó parte de la candidatura del Partido Popular por Vitoria en el último puesto de la lista, en un puesto "de apoyo", sin posibilidad de resultar elegido como concejal. En palabras de los responsables del PP en Álava, su presencia en las listas se habría debido a que entendía "que la mejor manera de defender la libertad es a través de las candidaturas del PP". Buesa manifestó que su presencia en la candidatura se había debido a que el PP era "la única alternativa a la política antiterrorista y a los pactos con el nacionalismo del Gobierno del PSOE y del señor Rodríguez Zapatero".
Debido a las posiciones enfrentadas que mantenía como presidente de dicho Foro, y mantiene después de su abandono del cargo, contra el gobierno de José Luis Rodríguez Zapatero es acusado por éste, por sus medios afines y por otras formaciones políticas españolas de afinidad política con el PP.
A raíz de la adhesión de Mikel Buesa a la Plataforma Pro encabezada por Rosa Díez, la Junta Directiva del Foro Ermua presentó su dimisión en pleno para garantizar la independencia de la asociación. El 23 de septiembre de 2007 se celebró una Asamblea General de la asociación en la que se eligió como nuevo Presidente de ésta a Iñaki Ezkerra.
Desde septiembre de 2007, se involucró como promotor en la creación del partido político español Unión Progreso y Democracia, desempeñando la función de portavoz de la Coordinadora Territorial de Madrid. En las elecciones generales españolas de 2008 fue número 2 al Congreso por Madrid, precedido por Rosa Díez, por UPyD. En julio de 2009 abandonó dicha formación por discrepancias con la dirección territorial de Madrid.
Rosa Díez afirmó que sentía mucho que Mikel Buesa se hubiese ido de UPyD debido al gran trabajo que había hecho y que siempre le había reconocido y le reconocerá; que mantenía intacto el cariño y respeto que siempre tuvo y seguirá teniendo hacia él; y que respetaba sus decisiones personales aunque no las compartiese, de modo que no las comentará públicamente nunca.
En 2007 la asociación Hazte Oír le concede el premio HazteOir.org 2007 en la categoría de Sociedad Civil «por su compromiso con la libertad frente al terrorismo, por ser un ejemplo frente al chantaje que intentan imponer los violentos y por su perseverancia en la lucha por la memoria, la dignidad y la justicia que las víctimas del terrorismo merecen».